# Иона Яшезерский
Ио́на Яшезе́рский (вепс. Iona Jäšjarvelaine; ум. ок. 1592) — монах Русской церкви, основатель Ионо-Яшезерского монастыря, ученик преподобного Александра Свирского.

## Биография
Иона родился в селении Шокша в 16 верстах от основанного им позже монастыря. Достигнув совершеннолетия, он отправился на реку Свирь к преподобному Александру Свирскому, который основал там Свято-Троицкую обитель.

### Основание монастыря
В 1533 году незадолго до кончины преподобного Александра Свирского Иона принял от него благословение на подвиг пустынничества, и поселился в лесах между озёрами Яшезеро и Сенное. По преданию, здесь находилось языческое капище. Установив Крест, преподобный стал обживать дикие места. Несколько лет он провёл один в суровых аскетических условиях.
Постепенно к Ионе присоединилось несколько иноков, была построена деревянная церковь Благовещения Пресвятой Богородицы и другие постройки. В 1562 году была открыта вкладная книга для сбора средств на монашескую обитель. Этот год принято считать датой основания Благовещенского Ионо-Яшезерского монастыря.

### Кончина
Преподобный Иона умер в конце XVI века. По преданию, он знал о времени своей кончины, поэтому принял великую схиму и удалился в пещеру, находящуюся в полутора верстах от монастыря. Там Иона провёл последние дни своей жизни. Братия навещала пещеру своего наставника, испрашивая совета, пока тот не отошёл ко Господу.
Мощи преподобного были перенесены из пещеры в основанную им обитель, где они и были погребены под спудом в притворе храма Преображения Господня. Постепенно, в поисках исцеления, к месту захоронения стали приходить люди, многие из которых чудесным образом выздоравливали. По многочисленным чудесам и исцелениям, происходившим в монастыре, Иона был причислен к лику святых.

## Память
День памяти святого Ионы Яшезерского отмечается 5 октября. В 2004 году день памяти святого стал национальным праздником вепсского края.